# Straßenradsport-Weltmeisterschaften 1929
Die Straßenradsport-Weltmeisterschaften 1929 fanden am 17. August zum zweiten Mal nach 1923 in Zürich statt.

## Rennverlauf
Sowohl die Berufsrennfahrer als auch die Amateure hatte eine Strecke von 200 Kilometern zu bewältigen. Bei den Berufsfahrern siegte Georges Ronsse aus Belgien. Er siegte im Spurt aus einer fünfköpfigen Spitzengruppe mit einem Stundenmittel von 29,4 Kilometern. Es waren insgesamt nur 16 Fahrer am Start, darunter keine deutschen. Alfredo Binda befand über die WM: „Zu leicht und zu kurz.“
Der neue Amateurweltmeister, der Italiener Pietro Bertolazzo, erreichte nur 27,3 km/h. Es dominierten die italienischen Fahrer, die zwar bei den Profis nur einen dritten Platz erreichten, bei den Amateuren neben dem Welt- und Vizemeister aber noch zwei weitere Aktive unter die ersten Zehn brachten.

## Ergebnisse
| Profis | Profis              | Profis | Profis      |
| Platz  | Athlet              | Land   | Zeit        |
| ------ | ------------------- | ------ | ----------- |
| 1      | Georges Ronsse      | BEL    | 6:48:05 h   |
| 2      | Nicolas Frantz      | LUX    | 6:48:05 h   |
| 3      | Alfredo Binda       | ITA    | 6:48:05 h   |
| 4      | Jef Dervaes         | BEL    | + 0:01 min  |
| 5      | Leonida Frascarelli | ITA    | + 0:01 min  |
| 6      | Marcel Bidot        | FRA    | + 1:00 min  |
| 7      | Ferdinand Le Drogo  | FRA    | + 1:00 min  |
| 8      | Max Bulla           | AUT    | + 3:15 min  |
| 9      | Domenico Piemontesi | ITA    | + 4:58 min  |
| 10     | Jean Bidot          | FRA    | + 4:58 min  |
| 11     | Joseph Wauters      | BEL    | + 8.20 min  |
| 12     | Heiri Suter         | SUI    | + 10:21 min |
| 13     | Ernst Hofer         | SUI    | + 10:24 min |
| 14     | Albert Meier        | SUI    | + 14:43 min |
| 15     | Joep Franssen       | NED    | + 19:55 min |
| 16     | Bram Polak          | NED    | + 24:55 min |

| Amateure | Amateure            | Amateure | Amateure  |
| Platz    | Athlet              | Land     | Zeit      |
| -------- | ------------------- | -------- | --------- |
| 1        | Pietro Bertolazzo   | ITA      | 7:20:36 h |
| 2        | Remo Bertoni        | ITA      | unbekannt |
| 3        | René Brossy         | FRA      | unbekannt |
| 4        | Alfred Rüegg        | SUI      | unbekannt |
| 5        | André Aumerle       | FRA      | unbekannt |
| 6        | Gottlieb Wanzenried | SUI      | unbekannt |
| 7        | Erich Hofmann       | GER      | unbekannt |
| 8        | Jakob Caironi       | ITA      | unbekannt |
| 9        | Eugenio Gestri      | ITA      | unbekannt |
| 10       | Josef Remold        | GER      | unbekannt |
| 11       | Ladislas Istenes    | HUN      | unbekannt |
| 12       | Arthur West         | GBR      | unbekannt |
| 13       | Károly Szenes       | HUN      | unbekannt |
| 14       | George Jenkins      | GBR      | unbekannt |
| 15       | Henk van Aurich     | NED      | unbekannt |